# Euxoa bisagittifera
Euxoa bisagittifera là một loài bướm đêm trong họ Noctuidae.